# Santissimo Redentore a Val Melaina
Santissimo Redentore a Val Melaina är en kyrkobyggnad och titelkyrka i Rom, helgad åt Frälsaren Jesus Kristus. Kyrkan är belägen vid Via del Gran Paradiso i quartiere Monte Sacro i zonen Val Melaina och tillhör församlingen Santissimo Redentore a Val Melaina.
Kyrkan förestås av Den helige Carlo Borromeos missionärer (Missionari di San Carlo), även kallade Scalabriniani efter grundaren, den salige Giovanni Battista Scalabrini (1839–1905).

## Historia
Kyrkan uppfördes under 1970-talet efter ritningar av arkitekterna Ennio Canino och Vivina Rizzi. Kyrkan konsekrerades den 6 mars 1977.

## Exteriören
Fasaden är konkav och har lodräta band i vitt och mörkgrått. I mitten av fasaden sitter runda öppningar, vilka bildar ett kors.

## Interiören
Interiören domineras av brönröda toner. Över högaltaret ses en monumental fresk föreställande Kristi uppståndelse.

## Titelkyrka
Kyrkan stiftades som titelkyrka av påve Johannes Paulus II år 1994.
Kardinalpräster
- Ersilio Tonini: 1994–2013
- Ricardo Ezzati Andrello: 2014–

## Kommunikationer
- Tunnelbanestation  Jonio